# Shenley (Hertfordshire)
Pour l’article homonyme, voir Shenley.
Shenley est un village du Hertfordshire (Angleterre), situé entre Barnet et St Albans, à une vingtaine de kilomètres au nord-ouest de Londres. C'est là que se trouve le centre d'entraînement du club de football d'Arsenal, financé par la vente de Nicolas Anelka au Real Madrid.